# Apologia di Socrate (Senofonte)
L'Apologia di Socrate (titolo completo: Apologia di Socrate davanti alla giuria, in greco antico: Ἀπολογία Σωκράτους πρὸς τοὺς Δικαστάς?) è un'opera di Senofonte che descrive lo stato d'animo di Socrate al processo.
Le parti relative a Socrate raccolgono le testimonianze ed i ricordi di Senofonte dell'insegnamento del maestro. 
Esse si propongono, principalmente nell'apologia, la difesa del maestro contro i suoi detrattori. 
Dal confronto con l'opera platonica si ritiene che Senofonte tramandi la parte più esoterica degli insegnamenti socratici.

## Il processo
Il filosofo Socrate viene citato in giudizio da alcuni politici di Atene con l'accusa di corruzione dell'animo dei giovani mediante falsi insegnamenti e di non credere nell'esistenza degli Dei. Rispetto al carattere combattivo, persuasivo e contraddittorio del personaggio del dialogo di Platone, questo Socrate appare pronto ad accettare il verdetto dei giudici.
Senofonte infatti scrive:

## Differenze con il dialogo platonico
Il primo disguido che si trova tra i due scritti è il responso dell'Oracolo di Delfi: nel dialogo di Senofonte la frase è "Non esiste nessuno più libero, più sano e più elaborato nello sviluppo della parola che Socrate", mentre nel dialogo platonico la risposta era: "Non vi è uomo più saggio."
Infatti nel primo dialogo Socrate si difende in quanto saggio di essere assai intelligente per l'apprensione continua delle parole e dei significati dal momento della nascita.
Seconda grande differenza che separa i due dialoghi è l'essenza del "demone": nell'Apologia di Senofonte Socrate è quasi contento di trovarsi in contatto con questo dato che gli fornisce soltanto indicazioni positive sull'essenza della sua forma umana; mentre nella seconda Apologia, Socrate è quasi atterrito dai consigli del semidio.
Terza ed ultima differenza è il pagamento delle mine: mentre nel testo platonico è Socrate a decidere il prezzo di 30 mine da pagare per la pena, nell'altro dialogo il filosofo dà libertà agli amici di scegliere il prezzo della penale.